# Acynodon
Acynodon – wymarły rodzaj gada z rzędu krokodyli pierwotnie umieszczony w rodzinie aligatorowatych. Później jednak przeniesiono go do grupy Globidonta. Na razie jest to najstarszy i najprymitywniejszy ze znanych przedstawicieli tego kladu. Skamieniałości znajdowano w następujących państwach: Francja, Włochy, Słowenia i Hiszpania. Rodzaj ten pojawił się bowiem we wczesnym kampanie i dotrwał aż do wielkiego wymierania na przełomie kredy i trzeciorzędu.
Czaszka tego stworzenia cechuje się niezwykle krótkim pyskiem, zwłaszcza w porównaniu z innymi aligatorami. Uzębienie tego typu po raz pierwszy pojawiło się u opisywanego tu rodzaju. Występowały w nim powiększone zęby przypominające trzonowce (określenie to funkcjonuje w odniesieniu do zębów ssaczych). Ani szczęka, ani żuchwa zaś nie dysponowała zębami odpowiadającymi kłom. Prawdopodobnie stanowiło to przystosowanie do żywienia się powolną zdobyczą o twardych muszlach.